# Evenredigheid

Variabele is direct evenredig met variabele met een evenredigheidsconstante 0,6

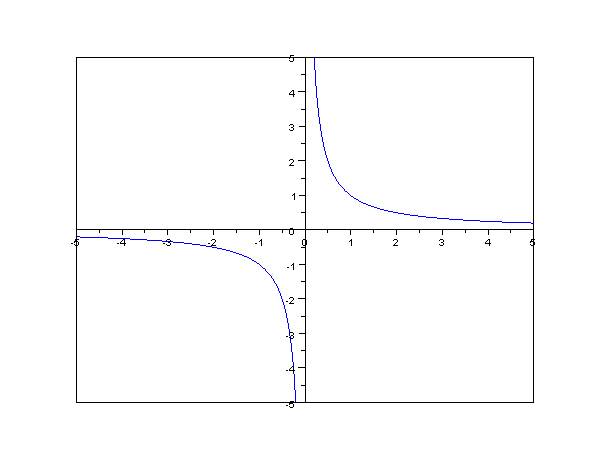
Variable is omgekeerd evenredig met variabele met een evenredigheidsconstante 1

Evenredigheid is in de wiskunde het verband tussen twee grootheden waarbij de verhouding of het product constant is en niet nul. In het eerste geval is het verband recht evenredig, in het tweede omgekeerd evenredig. De term evenredig is bedacht door de wetenschapper Simon Stevin.

## Recht evenredig
Twee grootheden zijn recht evenredig als de ene een veelvoud is van de andere. Voor waarden ongelijk aan nul is dan de verhouding van beide grootheden constant. De grootheden gaan gelijk op. Hun constante verhouding is de evenredigheidsconstante of evenredigheidsfactor. Neemt de ene grootheid met een bepaalde factor toe, dan neemt ook de andere grootheid met diezelfde factor toe. De grafiek van een recht evenredig verband is een rechte lijn door de oorsprong, met de evenredigheidsfactor als richtingscoëfficiënt. Twee grootheden {\displaystyle y} en {\displaystyle x} zijn rechtevenredig, genoteerd als {\displaystyle y\propto x} of {\displaystyle y\sim x}, met evenredigheidsconstante {\displaystyle c}, zodat:
{\displaystyle y=c\cdot x}
Voor waarden ongelijk aan 0 geldt dan:
{\displaystyle {\frac {y}{x}}=c}
Bij rechtevenredigheid is er een lineair verband.

## Omgekeerd evenredig
Twee grootheden zijn omgekeerd evenredig als hun product constant is en niet nul. Neemt de ene grootheid met een bepaalde factor toe, dan neemt de andere grootheid met diezelfde factor af. De grafiek van een omgekeerd evenredig verband is een hyperbool. Het verband tussen grootheid {\displaystyle y} en {\displaystyle x} is:
{\displaystyle y\cdot x=c}
of
{\displaystyle y={\frac {c}{x}}}
Omgekeerde evenredigheid is een inverse relatie.